# Goshen (New York)
Goshen egy amerikai város New York államban, Orange megyében. A város a bibliai Gósen földje után kapta a nevét. Hozzátartozik az azonos nevű Goshen falu, a megye megyeszékhelye. Lakosainak száma 14 571 fő (2020. április 1.).

## Története
1714. körül kezdett betelepülni, de már 1654. körül tervezték. Várossá 1789-ben nyilvánították. 1830-ban Hamptonburgh városa, 1845-ben pedig Chester városa telepítéséhez használták fel területének egy-egy részét. A régió fontos volt az ügetősport fejlesztésében. 2007-ben Michael Kohn, egy önkéntes tűzoltó gyújtogatni kezdett elpusztítva a Webster Avenue 113-as számú épületet. Bűnösnek vallotta magát és öttől tizenöt évi terjedő börtönre ítélték.

## Népesség
A település népességének változása:
| 2010 | 13 687 |
| 2020 | 14 571 |

## Nevezetes személyek

### Itt született
- Martin Dempsey tábornok
- Hartley Sawyer színész

## Nevezetességek
- Itt található a Legoland New York.

## Fordítás
Ez a szócikk részben vagy egészben  a   Goshen, New York című angol Wikipédia-szócikk fordításán alapul.  Az eredeti cikk szerkesztőit annak laptörténete sorolja fel. Ez a jelzés csupán a megfogalmazás eredetét és a szerzői jogokat jelzi, nem szolgál a cikkben szereplő információk forrásmegjelöléseként.